# 一般職の職員の給与に関する法律
一般職の職員の給与に関する法律（いっぱんしょくのしょくいんのきゅうよにかんするほうりつ）は、国家公務員法2条に規定する一般職に属する国家公務員の給与に関する事項に関する日本の法律である。
規定内容に勤務時間・休暇等に関する条項を含んでいた時期があり、この時は題名の「給与」の部分が「給与等」とされていた。
主務官庁は内閣人事局。人事院事務総局給与局、総務省行政管理局調査法制課と連携して執行にあたる。

## 概要
一般職給与法は国会、内閣に提出された人事院勧告に基づき内閣は改正案を提出する。同法律による対象者は国家公務員の特別職職員、行政執行法人の職員及び検察官を除く職員（一般職）である。対象者数は約27万5千人である。“給与勧告の仕組み” (PDF).  人事院 (2017年8月). 2018年1月13日閲覧。
なお、検察官については検察官の俸給等に関する法律が根拠法となっており、行政執行法人については各法人で労使交渉の上決定される。

## 題名の変遷
- 1950年（昭和25年）4月3日 - 「一般職の職員の給与に関する法律」の題名で公布・同日施行される。適用は同年4月1日に遡及。
- 1986年（昭和61年）1月1日 - 「一般職の職員の給与等に関する法律」に題名が改正される。休暇制度等に関する条項の追加・整備による。
- 1994年（平成6年）9月1日 - 「一般職の職員の給与に関する法律」に題名が再改正される。休暇制度等に関する部分が「一般職の職員の勤務時間、休暇等に関する法律（平成6年法律第33号）」として分離独立したことによる。

## 構成
- 第1条（この法律の目的及び効力）
- 第2条（人事院の権限）
- 第3条（給与の支払）
- 第4条 - 第8条の2（俸給）
- 第9条 - 第9条の2（俸給の支給）
- 第10条（俸給の調整額）
- 第10条の2（俸給の特別調整額）
- 第10条の3（本府庁業務調整手当）
- 第10条の4（初任給調整手当）
- 第10条の5（専門スタッフ職調整手当）
- 第11条 - 第11条の2（扶養手当）
- 第11条の3 - 第11条の7（地域手当）
- 第11条の8（広域異動手当）
- 第11条の9（研究員調整手当）
- 第11条の10（住居手当）
- 第12条（通勤手当）
- 第12条の2（単身赴任手当）
- 第13条（特殊勤務手当）
- 第13条の2 - 第14条（特地勤務手当等）
- 第15条（給与の手当）
- 第16条（超過勤務手当）
- 第17条（休日給）
- 第18条（夜勤手当）
- 第18条の2（端数計算）
- 第19条（勤務一時間当たりの給与額の算出）
- 第19条の2（宿日直手当）
- 第19条の3（管理職員特別勤務手当）
- 第19条の4 - 第19条の6（期末手当）
- 第19条の7（勤勉手当）
- 第19条の8（特定の職員についての適用除外）
- 第19条の9（俸給の特別調整額、扶養手当等の支給方法）
- 第20条（俸給の更正決定）
- 第21条（審査の申立て）
- 第22条（非常勤職員の給与）
- 第23条（休職者の給与）
- 第24条（給与の額及び割合の検討）
- 第25条（罰則）
- 附則
- 別表